# Пикси
Пикси (англ. Pixie) — мифическое существо из английской мифологии и британского фольклора в целом, считаются разновидностью эльфов или фей. Согласно поверьям, пикси особенно часто встречаются в высоких вересковых пустошах в графствах Девон и Корнуолл, что в определённой степени указывает на кельтское происхождение мифов о пикси.
Считается, что родственные ирландским и шотландским сидам, пикси населяют древние культовые места, такие как каменные круги, курганы, дольмены или менгиры, где живут под землёй. В традиционных региональных преданиях пикси обычно добродушны, озорны, низкорослы и ребячливы; они любят собираться на открытом воздухе большими компаниями, чтобы танцевать и веселиться всю ночь, что демонстрирует параллели с местными народными праздниками, зародившимися в средневековый период, такими как Фест-ноз.

## В мифологии

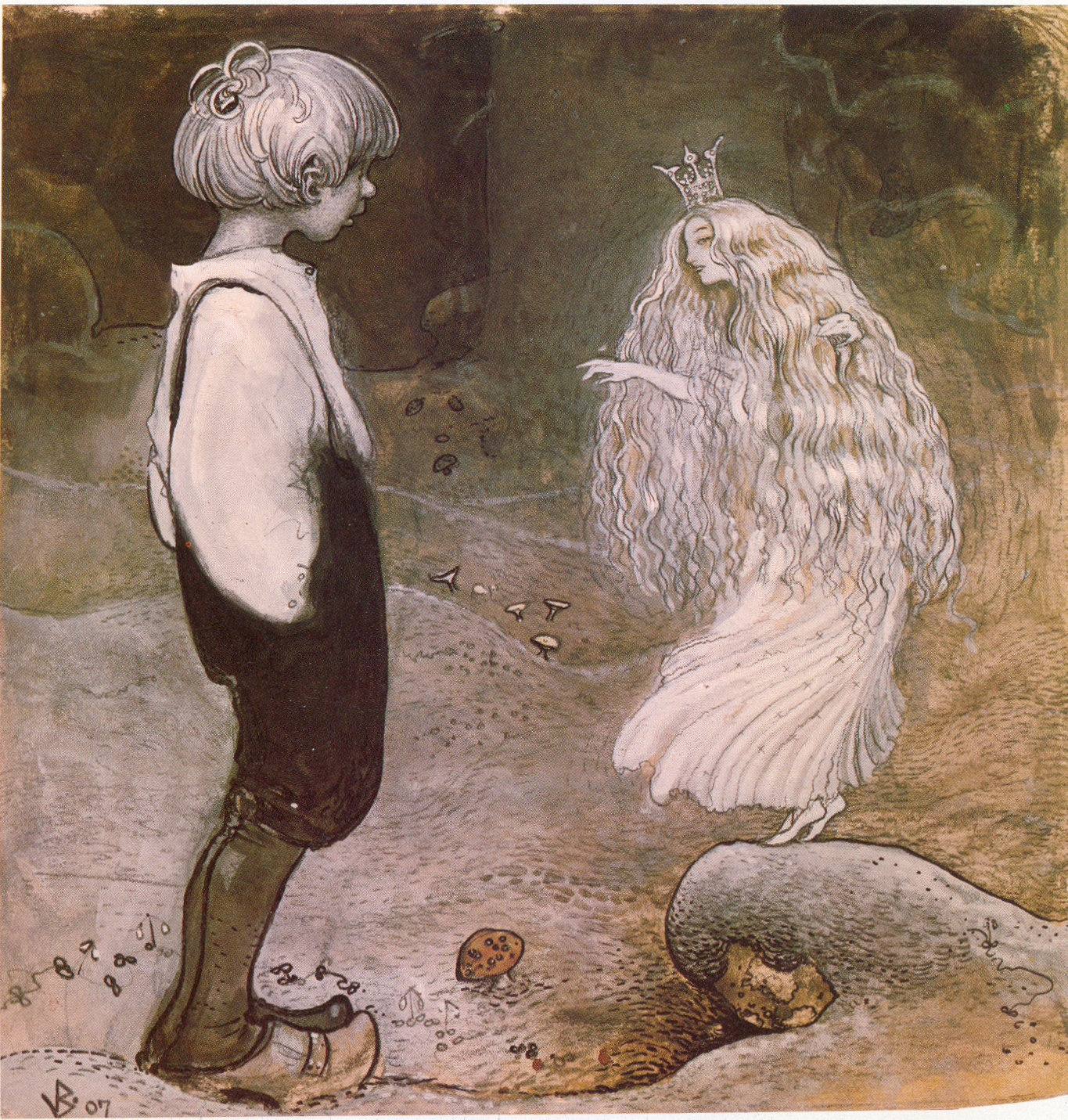
Иллюстрация Йон Бауэра к произведению Альфреда Смедберга «Семь желаний» в сборнике детских рассказов «Среди пикси и троллей».

Общим свойством, упоминаемым в источниках, является поведение пикси — от безобидных шалостей до смертельных проказ. Их любимая забава — сбивать с дороги путников. Кроме того, пикси крадут лошадей, особенно жеребят. Самый надёжный способ прогнать пикси — это вывернуть наизнанку куртку или показать им железный крест. Впрочем, пикси довольно дружелюбны. Они ухаживают за заброшенными могилами, оставляют на них цветы, помогают по дому, выполняя ту же работу, что и брауни. Правда, работа им быстро надоедает, и они бросают её при первом же удобном случае.
По некоторым источникам, пикси — духи детей, умерших до крещения; по другим — это духи друидов или язычников, не попавших ни в рай, ни в ад.

## В массовой культуре

### В волшебном мире Гарри Поттера
В волшебном мире Гарри Поттера, пикси — создания цвета электрик. Они живородящи и умеют летать. В книге «Фантастические звери и места их обитания» указано, что они не имеют крыльев, однако в фильме и игре пикси нарисованы с небольшими крылышками сзади. Могут достигать восьми дюймов ростом и известны своей любовью ко всевозможным проказам и розыгрышам — в частности, могут захватить человека и подвесить где-нибудь высоко. Пикси очень быстро лепечут, их могут понять только они сами. В книгах Роулинг описываются только корнуолльские пикси.

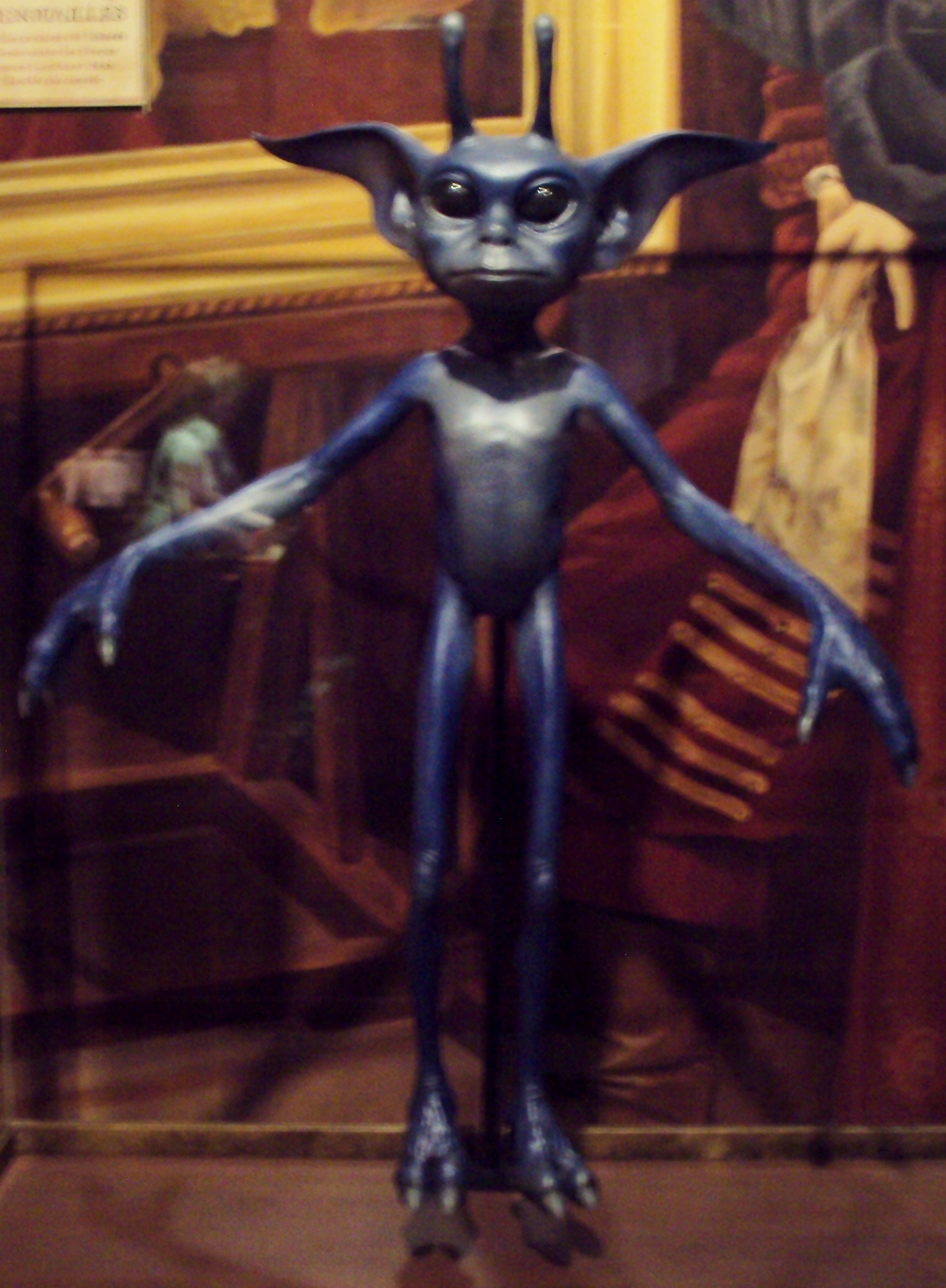
Корнуолльское пикси из экранизации книг о Гарри Поттере.

Классификация Министерства Магии: XXX, хотя в книге «Фантастические звери и места их обитания» есть приписка: «И ХХХХХХХ если ваша фамилия Локонс». Она связана со следующим инцидентом: единственная встреча с ними происходит в книге (и фильме) «Гарри Поттер и Тайная комната», где Златопуст Локонс не справляется с ними на уроке Защиты от тёмных искусств — они учиняют погром несмотря на все его противозаклятия.

### Клуб Винкс: Школа волшебниц
Клуб Винкс: Школа волшебниц — там пикси, представлены в ввиде маленьких и милых феечек с крыльями. Живут в Деревне Пикси. Каждая пикси обладает своей магией, и некоторые пикси имеют магическую связь с феями.

### В «Артемисе Фауле»
Йон Колфер, автор книг о гениальном злодее Артемисе Фауле, описывает пикси очень похожими на людей, только необыкновенно красивых. Вот выдержка о Пикси из книги «Секретные материалы»:
Отличительные внешние признаки: Рост — около метра. Заострённые уши. Если не обращать внимания на рост и уши, пикси очень похожи на людей.
Характерные личностные черты: Исключительно умны. Безнравственны. Изобретательны. Амбициозны. Алчны. Хитры.
Пристрастия: Деньги и власть. Шоколад.

Ситуации, которых следует избегать: Никогда не пытайтесь переиграть пикси, особенно такую умную и жестокую, как Опал Кобой (если, конечно, вы не обладаете блестящим интеллектом Артемиса Фаула).

### В «Тенистом лесу»
В книге «Тенистый лес», автор Мэтт Хейг, отличительной чертой пикси является неспособность лгать. Даже желая убить своего гостя отравленным супом, пикси не сможет солгать, если спросить его: «Этот суп отравлен?». Он искусает себе руку до крови, зажимая рот, но всё же скажет правду. Внешне пикси — крошечное, похожее на ребёнка создание с заостренными ушками и нежным ангельским личиком, которое кажется невинным и чистым, как снежинка. У него самые добрые глаза и самая добрая улыбка. На самом деле пикси в Тенистом лесу тоже добрый, а травит путешественников потому, что у него, как и у остальных жителей Тенистого леса, забрали тень, отчего он, как и другие, стал злым.

### В «Плоском мире»
В серии книг «Плоский мир» Терри Пратчетта пикси (Pictsies) — самоназвание Нак Мак Фиглов, также известных как «маленький свободный народец». Это разновидность фей. Иногда они считаются видом гномов, так как очень на них похожи.

### В прочих произведениях
- В мультфильме «Барби Марипоса», они не больше 5 см, имеют крылышки как у бабочек, и прячутся пока их не позовут.
- В романе Джона Краули «Маленький, большой» мир пикси тесно соседствует с миром людей и влияет на жизнь семьи в нескольких поколениях.
- Также они представлены в виде главной героини в книге автора Холли Блэк.
- Пикси являются одними из самых слабых существ игры Heroes of Might and Magic III.
- В игре ZanZarah: The Hidden Portal пикси — это маленькие быстрые существа, разбежавшиеся в свое время по всей Занзаре. Эти хулиганы часто пугают местных жителей, особенно эльфов. Одна из целей Эми – собрать всех пикси и отнести Люциусу, охотнику на пикси.
- В сериале Мерлин (2008 – 2012) появлялись в 6 серии 3 сезона (подмена) в виде крупных (ростом с человека) но почти не обладающих магией помощников эльфов.